# Academia de Administração Pública (Azerbaijão)
A Academia de Administração Pública do Presidente da República do Azerbaijão (em azeri:  Azərbaycan Respublikasının Prezidenti yanında Dövlət İdarəçilik Akademiyası) ou simplesmente Academia de Administração Pública, é uma instituição de ensino superior criada por decreto do ex-Presidente do Azerbaijão, Heydar Aliyev. Fundada em 3 de janeiro de 1999, com base no Instituto Bacu de Gestão Social e Ciência Política, a academia também serve como centro de treinamento, oferecendo cursos completos e de curta duração para melhorar o profissionalismo dos funcionários públicos.

## História
A instituição educacional foi denominada Escola do Partido Soviético Central de 1921 a 1928, Escola do Partido Soviético Central do Azerbaijão de 1928 a 1956, Escola Superior do Partido Bacu de 1956 a 1992 (Escola Superior do Partido do Comitê Central do Partido Comunista do Azerbaijão) e, por último , de 1992 a 1999, Instituto Estadual de Gestão Social e Ciência Política de Bacu. A Academia foi fundada em 3 de janeiro de 1999, por decreto do ex-Presidente do Azerbaijão, Heydar Aliyev, sob o nome de Academia de Administração Pública do Presidente da República do Azerbaijão. As admissões à academia incluem aproximadamente 250 alunos de graduação e 50 graduados por ano.
A Academia de Administração Pública foi credenciada pelo Ministério da Educação do Azerbaijão e recebeu o direito de emitir certificados de graduação (diplomas) reconhecidos para seus alunos. Os cursos oferecidos pela academia aos alunos de graduação incluem ciências políticas, direito, relações internacionais, administração, administração estadual e municipal, economia, ciência da computação, planejamento e gestão do desenvolvimento sustentável.